# Хартманн, Мориц
Мориц Хартманн (нем. Moritz Hartmann; род. 20 июня 1986, Оберфихтах, Бавария) — немецкий футболист, нападающий клуба «Ренания Бессених».

## Карьера
На молодёжном уровне Хартманн выступал за клубы «Ойскирхен» и «Райнбах». В 2005 году он стал игроком дублирующего состава «Кёльна», за который на протяжении трёх лет выступал в региональных лигах. В 2009 году Хартманн перешёл в клуб «Ингольштадт 04», в то время выступавший в третьем дивизионе чемпионата Германии. Уже в дебютном сезоне Мориц, забив 21 гол, стал лучшим бомбардиром «Ингольштадта» и занял второе место в рейтинге бомбардиров третьего дивизиона. По итогам сезона клуб занял третье место в турнирной таблице и вышел во второй дивизион.
После повышения «Ингольштадта» в классе результативность Хартманна резко снизилась. В следующие пять сезонов он забил лишь 20 голов во втором дивизионе. Тем не менее он сохранил за собой место в составе и в сезоне 2015/16, когда «Ингольштадт» впервые в своей истории играл в Бундеслиге. Хартманн вновь стал лучшим бомбардиром команды, забив 12 голов. Его клуб сумел закрепиться в середине турнирной таблице и сохранить место в Бундеслиге. Летом 2016 года 30-летний Хартманн заключил с «Ингольштадтом» новый контракт на два года.

## Достижения
- Победитель Второй Бундеслиги 2014/15